# 목동서로
목동서로(木洞西路)는 서울특별시 양천구 목동 열병합발전소앞 교차로와 신정동 목동10·12단지를 잇는 서울특별시의 도로이다.
목동동로와 함께 목동 대단위 주택 단지를 지나는 주요 간선도로이며, 시점은 양천로와 직결된다. 목동10·12단지에서 목동동로와 합쳐지며, 목동에서 신정동 방면으로만 일방통행으로 갈 수 있다.
2003년에 이 도로를 관할하는 서울특별시 양천구청은 한국의 아름다운 길 100선 공모전에 이 도로를 '수목이 울창하고 주거환경이 쾌적한 아파트 단지의 아름다운 도로'라는 이름으로 출전시켰다. 이 공모전을 주관한 국토해양부와 한국도로교통협회는 이 도로를 '주변환경을 고려한 설계(디자인)로 예술성이 뛰어난 도로 및 교량(예술성)' 분야의 선외가작으로 선정하였다

## 주요 경유지
서울특별시 양천구
- 목동 (양평교와 직결) - 열병합발전소앞 교차로 - 한가람고등학교 - 도시개발공사 첨단에너지사업단 - 월촌중학교 - 목동1·2단지 교차로 - 목동2·3단지 교차로 - 파리공원 - 양천도서관 - 서울양천우체국 - 청소년수련관 교차로 - 목동청소년수련관 - SBS방송센터 교차로 - SBS 방송센터 본사 사옥 - 홈플러스 목동점 - 양천소방서 교차로 - 양천소방서 - 목1동주민센터 - KT 목동타워 - 목동7단지 교차로 - 오목지하차도
- 신정동 목동8단지 교차로 - 양천공원 - 양천공원 교차로 - 양천구의회 - 양천구보건소 - 목동9단지 교차로 - 신정6동주민센터 - 목동9·10단지 교차로 - 목동10·12단지

## 같이 보기
- 목동동로
- 양평로